# Sinistra Democratica (Italia)
Sinistra Democratica (SD) è stato un partito politico della sinistra italiana, legato agli ideali della socialdemocrazia ed alle tematiche dell'ambientalismo. Ha raccolto soprattutto i Democratici di Sinistra dissidenti che si opposero alla confluenza nel Partito Democratico.
Sinistra Democratica si proponeva come obiettivo l'unificazione dei partiti alla sinistra del Partito Democratico.
Già partecipante alla lista elettorale Sinistra e Libertà di Nichi Vendola, SD ha partecipato alla fondazione di Sinistra Ecologia Libertà (19 e 20 dicembre 2009), in cui è quindi confluita.

## Storia

### Origini: la correnteSinistra DS
Il 7 luglio 2001 a Roma all'assemblea della sinistra DS, il veltroniano Fabio Mussi rompe con la dirigenza diessina e si schiera con la sinistra DS di Marco Fumagalli e Gloria Buffo per cercare di vincere a novembre il II congresso di Pesaro e porre Giovanni Berlinguer alla segreteria del partito in alternativa a Piero Fassino. A seguire Mussi ci sono anche Carlo Leoni e Laura Pennacchi. Alla stessa assemblea partecipa anche Cesare Salvi (della corrente Socialismo 2000) e ben presto si uniranno anche Achille Occhetto, Bruno Trentin, Antonio Bassolino, Sergio Cofferati e Giovanna Melandri. Nasce così un'alleanza tra diversi che dà vita alla mozione Per tornare a vincere e che i giornalisti ribattezzano poi Correntone, ma che al congresso non va oltre il 34% dei voti. Il grosso della corrente si organizza in seguito (7 aprile 2002) come associazione Aprile. Per la Sinistra.
La lotta contro le modifiche dell'articolo 18 dello Statuto dei Lavoratori proposte dal Governo Berlusconi sembra profilare un correntone in forte ascesa e guidato da Sergio Cofferati, ma quando quest'ultimo decide di non competere per cariche di partito, accettando in seguito la candidatura a sindaco di Bologna, la situazione cambia.
Il 14 luglio 2003 Mussi diviene il nuovo coordinatore del correntone. Salvi non partecipa alla votazione e riacquista la sua autonomia come Socialismo 2000, mentre Giorgio Mele dà vita a Sinistra DS-14 luglio. Un terzo gruppo (Cofferati, Bassolino) si riavvicina al segretario Fassino.
Dall'estate 2003 inizia dentro i DS il dibattito sull'opportunità di dar vita al Partito Democratico. Il dibattito vede fasi diverse e due congressi nazionali (2005 e 2007), vedendo le sinistre DS sempre contrarie e scettiche. Già dal 30 agosto Salvi su la Repubblica inizia a ventilare l'ipotesi di una scissione per salvare la sinistra.
Il 26 novembre 2003 i gruppi di Salvi e Mele si fondono e il 16 dicembre nasce Sinistra DS per il Socialismo che «si rivolge a chi respinge la prospettiva del partito riformista e ritiene decisiva in Italia la presenza di una forte e autonoma formazione politica socialista e di sinistra». Il gruppo è guidato da Salvi con Mele suo vice.
Malgrado la comune avversione al PD, Mussi e Salvi non riescono a riconciliarsi e al III Congresso si presentano con due mozioni distinte. Sulla divisione pesa il veto di un gruppo di 22 mussiani (come Giovanna Melandri, Claudio Fava e Olga D'Antona) vicini a Cofferati e Veltroni. A fine ottobre 2004 la sinistra DS è ormai divisa in tre gruppi, facenti riferimento a Mussi, Salvi e Fulvia Bandoli, che presenta una mozione ambientalista sostenuta da Trentin.
Anche il III Congresso rappresenta una sconfitta per la corrente di sinistra: la mozione Fassino ottiene il 79,1% dei voti, quella di Fabio Mussi il 14,56%, quella di Cesare Salvi il 3,98%, e infine quella di Fulvia Bandoli il 2,36%. La sinistra nel complesso ha poco meno del 21%, ma non cede nella sua avversione al Partito Democratico e pian piano ritrova compattezza.
Il 10 aprile 2005, tuttavia, Pietro Folena, vice di Mussi nel Correntone, lascia i DS e si iscrive da indipendente al gruppo parlamentare del Partito della Rifondazione Comunista, fondando poi l'associazione Uniti a Sinistra (9 luglio).
Il 30 giugno 2006 Gavino Angius, lontano dalla sinistra DS, boccia a sorpresa il percorso che sta portando verso il PD, vedendovi in esso «elitarismo e oligarchismo».
L'11 novembre 2006 le tre sinistre e la componente socialista di Valdo Spini si ritrovano alla Fiera di Roma per suggellare un'unione in vista del prossimo e decisivo IV congresso DS. In quell'occasione Mussi dichiara che «c'è una novità, una novità importante, il Correntone non c'è più! Si apre una fase nuova, si ritrovano insieme compagne e compagni che vengono da storie diverse, che in questi anni hanno dato contributi importantissimi alla sinistra», intendendo dimostrare come si apriva una nuova fase contraria al PD che andava ben al di là dei vecchi confini dell'area mussiana.
Quello stesso giorno Angius torna a invitare i vertici DS a una «pausa di riflessione» che porti a fermare l'idea di fusione tra DS e La Margherita, a favore di una federazione. In pratica si tratterebbe, nell'idea di Angius, di confermare lo status quo. Un mese dopo (12 dicembre) Fassino boccia l'ipotesi federazione ed è rottura con Angius, ma anche con Giuseppe Caldarola, vicino a Massimo D'Alema.

### IV Congresso dei Democratici di Sinistra
Il 13 dicembre 2006 Fabio Mussi si candida al congresso come candidato alla segreteria della Sinistra DS. «Mi presento per vincere il congresso», dichiara Mussi che punta comunque a una percentuale di voti sufficientemente alta da portare i dirigenti DS a rivedere le proprie scelte.
Il 15 gennaio viene annunciata la nascita di una mozione congressuale a firma Angius-Caldarola che rilancia l'idea della federazione democratica. Tuttavia il 9 febbraio Caldarola dichiara che sosterrà la mozione Mussi, pur non aderendovi, perché «è l'unica mozione che si oppone davvero alla nascita del Partito Democratico».
Il 19 i DS danno il via libera al IV congresso nazionale per la fine di aprile.
Il 29 marzo il coordinamento nazionale della sinistra DS lancia l'estremo appello ai DS per «una pausa, fermare il processo di costruzione del PD, che porterebbe alla scomparsa dei DS. È il momento della riflessione non dell'accelerazione. Un'accelerazione che va al di là degli stessi tempi e dei modi indicati dalla mozione di maggioranza». Tre giorni dopo D'Alema risponde agli avversari del PD sfidandoli: «Partecipate alla sua costruzione, e forse tra qualche mese vi troverete in un partito che non sarà poi così diverso da come lo volete».
Al IV congresso DS, Mussi e Angius ottengono complessivamente il 25% dei consensi.

### Scissione e nascita di Sinistra Democratica
Durante il congresso DS, il 20 aprile 2007 Mussi annuncia di non voler proseguire oltre e con la sua mozione non partecipa alla formazione dei nuovi organismi dirigenti e provvisori dei DS. Angius al contrario vi partecipa attestandosi ufficialmente come la nuova ala sinistra del partito.
Tuttavia il 24 aprile anche Angius, con altri importanti esponenti della sua mozione, come Alberto Nigra e Franco Grillini, lascia i DS e il 28 (ultima riunione della corrente scissionista) Mussi e Angius sottoscrivono un appello congiunto che si propone come traccia del manifesto del nuovo partito; in esso vengono tracciate le linee di quella che dovrebbe diventare una nuova formazione politica:
aggregazione delle forze della sinistra italiana, adesione al Partito Socialista Europeo, creazione di «un movimento diffuso su tutto il territorio nazionale, radicato nel mondo dei lavori, della cultura, delle nuove generazioni» che indica come priorità della propria azione il rinnovamento della politica, la partecipazione e la questione morale.
Il 5 maggio 2007, al PalaCongressi dell'EUR a Roma, viene fondata la Sinistra Democratica.
Il 16 maggio 2007 vengono creati i gruppi parlamentari di Sinistra Democratica sia alla Camera (21 deputati con presidente Titti Di Salvo e vicepresidente Valdo Spini) sia al Senato (12 senatori con presidente Cesare Salvi e vicepresidente Silvana Pisa).

### Abbandono di Angius e Spini e processo di unità
Il processo di unificazione della sinistra prende il via il 31 maggio 2007, con una riunione tra i vertici di Rifondazione Comunista, Comunisti Italiani, Sinistra Democratica e Verdi.
A tale riunione fa seguito il 7 giugno 2007 a Roma, la prima assemblea pubblica dei parlamentari di Sinistra Democratica, PRC, Verdi e PdCI. Quasi 150 parlamentari si riuniscono per delineare una posizione politica comune per avere più voce all'interno della coalizione.
A questa prospettiva che nei giornali prende il nome di "cosa rossa", si oppongono però Gavino Angius e Valdo Spini, i quali spingono per far approdare il neonato movimento verso lo SDI e le altre forze socialiste minori e fondare una sorta di sezione italiana unificata del Partito Socialista Europeo.
A tale scopo il 31 agosto Boselli, Angius e Spini pubblicano su l'Unità e Il Riformista un appello per la «costruzione di un nuovo partito socialista in Italia come nel resto d'Europa». Da questo momento in poi Angius terrà una posizione sempre più defilata e dissidente verso il resto di SD decisa a proseguire sul progetto di unità a sinistra.
Il 15 settembre si compie l'ultimo atto: l'assemblea degli oltre 200 del Comitato promotore nazionale di Sinistra Democratica boccia la proposta Angius-Spini della costituente socialista con soli 5 voti favorevoli e 5 astenuti. Tuttavia il giorno dopo Angius partecipa al primo appuntamento della costituente socialista a Milano con Boselli. Il 2 ottobre i senatori Gavino Angius e Accursio Montalbano e i deputati Franco Grillini, Valdo Spini e Fabio Baratella lasciano i gruppi di Sinistra Democratica per costituire Democrazia e Socialismo e quindi partecipare il 6 al lancio del Partito Socialista.
Il 24 settembre Mussi, Giordano, Pecoraro Scanio e Diliberto, in un vertice programmano per l'8 e il 9 dicembre 2007 gli Stati generali della sinistra e degli ecologisti, dai quali nasce La Sinistra l'Arcobaleno, un progetto politico che si proponeva la creazione di un soggetto unitario e plurale della sinistra. La speranza di SD era comunque quella che Sa divenisse il partito unico di una rinnovata sinistra.
Il 14 dicembre aderisce al movimento l'ex segretario del PCI e del PDS, Achille Occhetto.

### Scissione diSinistra per il Paese
Il 18 gennaio 2008 un gruppo di dirigenti di Sinistra Democratica come Famiano Crucianelli, Olga D'Antona, Paolo Nerozzi e Massimo Cialente, solleva delle forti critiche al proprio partito, invocando una «sinistra per il Paese». L'8 febbraio Crucianelli annuncia sul quotidiano Europa la sua uscita da SD per il PD. Altri faranno lo stesso il 24 febbraio con una manifestazione alla quale partecipa anche Walter Veltroni e che vede aderirvi anche ex-esponenti di alcuni partiti della cosiddetta "sinistra radicale", come l'ex-ministro Alessandro Bianchi (indipendente del PdCI) e l'ex-senatore Gianfranco Pagliarulo, passato in SD attraverso l'Associazione Sinistra Rossoverde. Da qui lì'idea di costituire il 7 marzo l'associazione Una Sinistra per il Paese. Il 23 aprile l'associazione organizza un primo incontro con la sinistra del PD (Vita, Turco). Il 14 giugno l'associazione avvia di fatto la fusione con la sinistra del PD e muta nome in Sinistra per il Paese.
L'unione fra Sinistra per il Paese e le correnti PD che avevano sostenuto la lista A Sinistra per Veltroni (Democratici, Laici e Socialisti, fondata da quei sostenitori delle mozione Angius che decisero di non seguirlo in Sinistra Democratica e di rimanere invece nei DS, Dì Sinistra, formata dai sostenitori della mozione Mussi che presero la stessa decisione, Laburisti - Socialisti Liberali, i cui principali esponenti hanno aderito al Partito Socialista), viene ufficializzata il 5 luglio successivo.
Il 20 settembre 2008 l'unificazione è completata con la costituzione di A Sinistra mediante un'assemblea fondativa che ne approva lo statuto e il manifesto.
Anche se la scissione non ha avuto vaste dimensioni, risultò essere un colpo pesante al movimento di Mussi perché lo privava, oltretutto alla vigilia delle elezioni politiche, dell'appoggio di una vastissima area sindacale della CGIL vicina a Paolo Nerozzi per riconsegnarla al PD.

### Fallimento della Sinistra Arcobaleno e rilancio del partito
L'imprevista crisi del governo Prodi II nel gennaio 2008 e il conseguente decisivo scioglimento de L'Unione l'8 febbraio, spingono SD e gli altri della Sinistra Arcobaleno a sperimentare il nuovo logo già alle elezioni politiche del 2008 con Fausto Bertinotti capo dell'alleanza.
A SD è riconosciuto il 17% di una futura rappresentanza parlamentare (sulla base di una previsione dell'8% dei voti). Tuttavia la lista ottiene poco più del 3%, insufficiente per superare le soglie di sbarramento.
A seguito di ciò il proseguimento dell'alleanza arcobaleno viene messo in discussione dagli altri tre partiti.
A seguito di questa sconfitta, anche Mussi rassegna le proprie dimissioni e propone come suo successore Claudio Fava.
Cesare Salvi e Massimo Villone però sono un po' critici e pongono la questione su l'Unità del 30 aprile.
Al Comitato Promotore di SD riunito il 10 maggio, Mussi fa un'ampia relazione e passa il timone di coordinatore nazionale a Claudio Fava che viene eletto quasi all'unanimità (due sole astensioni).
Tra il 27 e il 29 giugno si tiene la prima Assemblea Nazionale di SD dalla quale esce la nuova linea politica del movimento. L'obiettivo è quello di costruire un nuovo centrosinistra e riavviare il processo unitario a sinistra attraverso una «costituente di sinistra».
Il 19 luglio si rinnovano i gruppi dirigenti e Mussi è eletto presidente.

### Costruzione di una costituente della sinistra
Nonostante i risultati elettorali, Sinistra Democratica manteneva l'interesse per il progetto della Sinistra Arcobaleno e dopo le elezioni si era impegnata a riproporlo e rinnovarlo. Come spiegò Mussi su il manifesto dell'8 maggio 2008, la SA merita «un altro tentativo. Uno. Non è immaginabile un parlamento con nessuno che si dice di sinistra. Il progetto va rivisto, è chiaro. Per fortuna nessuno ha particolare voglia di aderire alla costituente comunista di Diliberto. Una delle cose da rivedere è l'idea di non avere nemici a sinistra. Non tutta la sinistra può essere unita. Ma nessuno può pensare che di fronte al nuovo quadro con due, tre grandi partiti noi si possa restare sbriciolati in quattro, cinque piccole forze. Dobbiamo dare un segno di vita, e velocemente. L'anno prossimo, alle europee, va fatto il tentativo di una lista che si proponga come ponte tra le forze del socialismo europeo e le forze di sinistra alternativa».
L'idea di Mussi è confermata da Claudio Fava appena quattro giorni dopo su l'Unità: «È un errore da non ripetere quello di ritenere che a sinistra si debba stare tutti insieme, a prescindere dalle vocazioni, dalle volontà, dalle categorie interpretative che si mettono in campo. Abbiamo condiviso questo percorso elettorale parlando allo stesso Paese ma con linguaggi diversi. C'era chi riteneva che il malessere, il disagio, la povertà diffusa potesse essere interpretata con il concetto di classe e di lotta di classe, senza rendersi conto che ormai la povertà sociale e la precarietà economica è una categoria profondamente interclassista che affligge il ricercatore universitario, l'operaio, il pensionato, l'operatore del call center. E quindi pieno rispetto per chi ritiene di dover rispondere a questo voto con la Costituente comunista. Noi scegliamo un'altra strada, che è quella di considerare una costituente della sinistra un modo intanto per ripensare profondamente al modo d'essere, di parlare e di agire di questa sinistra».
Dunque rispetto alla SA, SD cerca di aggregare quanti più soggetti possibili, ma meno dei precedenti, per fonderli in un unico partito di sinistra che vada al di là del comunismo, ma anche del socialismo. Per Fava infatti «forse il comunismo e la socialdemocrazia sono tradizioni politiche concluse», come dice su l'Unità dell'8 giugno. Una visione che però non è condivisa nel movimento da persone come Cesare Salvi che esprime il suo dissenso pubblicamente.
Cruciali per il progetto di SD diventano i congressi dei partiti dell'ex SA che si tengono a luglio 2008. Da questi emerge che la costituente di sinistra trova interessati solo le minoranze di PRC e PdCI e suscita un discreto interesse dei Verdi.
Tuttavia le minoranze comuniste capeggiate rispettivamente da Nichi Vendola e Katia Bellillo dimostrano subito di voler aderire alla costituente della sinistra a prescindere dagli esiti congressuali dei rispettivi partiti di appartenenza.
Il 20 settembre si tiene a Roma un seminario a porte chiuse che vede partecipare una cinquantina di persone interessate al progetto costituente. L'evento per Sd segna una svolta positiva che porta il 7 novembre alla creazione dell'associazione Per la Sinistra, un soggetto ponte comune a tutti i favorevoli alla costituente di sinistra che dovreva portare alla creazione del nuovo partito il successivo 13 dicembre.
L'indisponibilità della minoranza del PRC guidata da Nichi Vendola a scindersi dal proprio partito, lasciano sostanzialmente Per la Sinistra a metà del guado.
Quando però il 12 gennaio 2009 Vendola lascia intendere che la scissione dal PRC è ormai questione di giorni, il 18 gennaio Per la Sinistra torna a riunirsi proponendo le bozze di statuto e della Carta dei Valori che dovrebbero essere approvate definitivamente a fine febbraio durante la decisiva assemblea di fondazione dell'Associazione, e dopo aver tenuto le cosiddette «Primarie delle idee» (20-22 febbraio).
Il 25 gennaio Vendola fonda il Movimento per la Sinistra insieme a una buona parte della sua corrente: scopo dichiarato della scissione è proprio quello di «approssimarsi alla costituente di un nuovo soggetto della sinistra».
L'obiettivo è quello di partire dalla costituente della sinistra per costruire un nuovo soggetto politico plurale della sinistra.
Tale intento si concretizza con la nascita del movimento Sinistra Ecologia Libertà, nato dalle ceneri del cartello elettorale di Sinistra e Libertà, creatosi in occasione delle elezioni europee del 2009.
Pertanto, il 24 aprile 2010 Claudio Fava ha proposto al Consiglio Nazionale di SD «la cessazione dell'attività di Sinistra Democratica e lo scioglimento dei suoi organismi».

## Assemblee Nazionali
- I Assemblea Nazionale - Chianciano Terme, 27-29 giugno 2008 - In alto a sinistra

## Struttura

### Coordinatore
- Fabio Mussi (2007–2008)
- Claudio Fava (2008–2010)

### Presidente
- Fabio Mussi (2008–2010)

### Presidenti dei gruppi parlamentari

#### Camera dei deputati
- 16 maggio 2007 – 28 aprile 2008: Titti Di Salvo, vice: Valdo Spini & Luciano Pettinari

#### Senato della Repubblica
- 6 maggio 2007 – 28 aprile 2008: Cesare Salvi, vice: Silvana Pisa

#### Parlamento europeo
- 19 febbraio 2008 – 13 luglio 2009: Claudio Fava

## Nelle istituzioni

### Camera dei deputati
- Nel gruppo Sinistra Democratica per il Socialismo Europeo

| XV legislatura |
| -------------- |
| 21 deputati    |

### Senato
- Nel gruppo Sinistra Democratica per il Socialismo Europeo

| XV legislatura |
| -------------- |
| 12 senatori    |

### Parlamento europeo
- Nel gruppo PSE

| VI Legislatura |
| -------------- |
| 3 eurodeputati |

### Governi della Repubblica Italiana
- Governo Prodi II
  - Fabio Mussi, Ministro dell'università e della ricerca
  - Maria Chiara Acciarini, Sottosegretario di Stato per le politiche per la famiglia
  - Famiano Crucianelli, Sottosegretario di Stato al Ministero degli affari esteri

## Correnti
In seguito all'uscita dal partito dell'area socialdemocratica di Gavino Angius, Valdo Spini e Franco Grillini e dell'area più a sinistra di Cesare Salvi e Massimo Villone, il partito è compatto nel seguire la linea portata avanti dal segretario Claudio Fava sostenuta tra gli altri da Fabio Mussi e Giovanni Berlinguer e quindi vicino ad una visione di "unità della sinistra".

### Correnti uscite dal partito
- SocialistiedEuropei: era l'area del movimento diffidente di fronte alla prospettiva di confluire in un'area di sinistra radicale e più interessata alla costruzione in Italia di un grande partito socialista fortemente ancorato al Partito del Socialismo Europeo. La corrente, il 2 ottobre 2007 ha abbandonato il movimento per aderire alla Costituente Socialista[36][37]. Gavino Angius, considerando fallito il progetto della Costituente Socialista, confluirà poi nel PD tramite l'associazione Democrazia e Socialismo.
- Una Sinistra per il Paese: era l'area critica che venne allo scoperto il 18 gennaio 2008 con la pubblicazione sul quotidiano online Aprile del documento omonimo[38] firmato, tra gli altri, dai deputati Massimo Cialente (sindaco dell'Aquila) e Angelo Lomaglio, dal segretario confederale della CGIL Paolo Nerozzi (poi candidato dal Partito Democratico alle elezioni politiche) e dal sottosegretario agli Esteri Famiano Crucianelli. Le principali critiche mosse alla dirigenza del movimento erano l'aver rimosso dal dibattito il tema fondante dell'adesione al campo del Partito del Socialismo Europeo; l'aver perseguito una "unità della sinistra" secondo uno schema verticistico, viziato dalla logica delle "due sinistre" e chiuso sulla sinistra radicale; il non essere stata in grado di ricostruire un rapporto virtuoso con le forze sindacali né di contrastare con forza quanti a sinistra hanno assunto posizioni para-sindacali in aperta competizione con la CGIL. In tutte queste critiche si poteva leggere il timore per un appiattimento del movimento sulle posizioni del Partito della Rifondazione Comunista. Crucianelli lascia il movimento l'8 febbraio per aderire al Pd[39]; altri firmatari del documento del 18 gennaio, con qualche eccezione come Lomaglio, lo seguono poco dopo, organizzandosi nel PD come Una Sinistra per il governo del Paese[40], poi confluita nella corrente A Sinistra. Angelo Lomaglio, invece, abbandonerà il movimento soltanto nel dicembre del 2008 proponendosi, assieme agli ex dirigenti della provincia di Caltanissetta e amministratori locali, di costituire un movimento indipendente per le successive elezioni amministrative.
- Socialismo 2000: era l'area più a sinistra dei Democratici di Sinistra, prima, e di Sinistra Democratica, poi. Fondata da Cesare Salvi nel 2000 riuniva intorno a sé coloro che si rispecchiavano in un'idea forte e tradizionale di socialismo. La decisione di abbandonare Sinistra Democratica è maturata dopo lo strappo con il nuovo segretario Fava che sosteneva il superamento di socialismo e comunismo. Di quest'area fa parte tra gli altri Massimo Villone il quale sarà il candidato di Socialismo 2000 nel cartello elettorale della Lista Comunista e Anticapitalista a cui ha aderito Socialismo 2000 in vista delle Elezioni europee del 2009. Successivamente il movimento è tra i fondatori della Federazione della Sinistra.

## Simboli

## Risultati elettorali
| Elezione       | Elezione     | Voti                        | %                           | Seggi   |
| -------------- | ------------ | --------------------------- | --------------------------- | ------- |
| Politiche 2008 | Camera       | In La Sinistra l'Arcobaleno | In La Sinistra l'Arcobaleno | 0 / 630 |
| Politiche 2008 | Senato       | In La Sinistra l'Arcobaleno | In La Sinistra l'Arcobaleno | 0 / 315 |
| Europee 2009   | Europee 2009 | In Sinistra e Libertà       | In Sinistra e Libertà       | 0 / 72  |